# Adria (compagnie maritime)
Pour les articles homonymes, voir Adria (homonymie).
Adria est une ancienne compagnie maritime hongroise. Seconde plus importante compagnie maritime de l'Autriche-Hongrie, elle est fondée en 1882 avec un capital social de 2,5 millions de florins sous le nom de „Adria“ (Magyar királyi) Tengerhajózási Részvénytársaság (en allemand (Königliche Ungarische) Seeschiffahrts A.G. „Adria“)  et a exploité jusqu'en 1936 jusqu'à 35 navires. Sa devise était : Hazának Használj.

## Histoire

### Création
La compagnie "Adria" a pour origine la "Adria Steamship Company" fondée en 1879 par Gottfried Schenker (de). Un accord est conclu en 1880 entre l'"Adria Steamship Company" et le royaume de Hongrie, qui, après le compromis austro-hongrois de 1867 cherche à mener son commerce maritime aussi indépendamment que possible de l'Autriche, pour effectuer 170 voyages par an vers la Grande-Bretagne, avec un financement annuel de 150.000 florins. L’entreprise déposer néanmoins le bilan en 1882 et est dissoute.
Afin de poursuivre le commerce maritime hongrois, "Adria" est fondée sous la forme d'une société par actions au capital social de 2,5 millions de florins, initialement basée exclusivement à Budapest, puis également à Fiume (Rijeka). Le 15 janvier 1882 part le premier navire de la compagnie nouvellement fondée, le SS Szapáry, qui s'échoue sur la côte irlandaise le 27 décembre de la même année avec sa cargaison de farine à destination de Dublin et de Glasgow.

### Extension
Le service de ligne s'étend en 1885 à Malte, Tunis et à l'Algérie, et la compagnie enregistre ses premiers bénéfices: 80.000 florins. En 1886, la flotte atteint 10 bateaux à vapeur.
Après que la compagnie « Lloyds autrichien » ait été rebaptisé « Lloyd austro-hongrois » (Lloyd Austro-Ungarico) en 1872 à la suite du compromis de 1867, des intérêts divergents apparaissent entre les gouvernements de Vienne et de Budapest, notamment concernant le subventionnement de la « Lloyds » et de son concurrent direct l'« Adria ». L'État hongrois renonce finalement à sa participation dans la « Lloyds », qui reprend à partir de 1891 son ancien nom commerciale, et concentre son soutien sur la compagnie « Adria », tout en influençant également la création d'« Ungaro-Croato », association de petites compagnies maritimes également basée à Fiume. La même année, un nouveau contrat d'une durée de 10 ans est conclu entre l'État hongrois et l'« Adria » qui s'engage à étendre sa flotte à 25 navires et le service de ligne comme suit (1891) :
- 24 voyages par an à Liverpool ;
- 18 par an à Glasgow ;
- 18 vers l'Espagne, le Portugais ou un port occidental français ;
- 12 à Leith ;
- 12 à Hull ou Newcastle ;
- 12 à Rouen ;
- 12 à Bordeaux ;
- 12 vers les ports de l'Est de l'Italie, ainsi que la Sicile, Malte ou Tunis ;
- 6 à Hambourg ;
- 6 au Brésil - en alternance avec la "Lloyds autrichien". La correspondance avec le Brésil est reprise à partir de 1907 par l'Austro-Americana (de).

En échange, les subventions annuelles de l'État hongrois s'élèvent à 570.000 florins et l'entreprise reçoit l'autorisation de s'appeler « Royale Hongroise » (« Magyar királyi »). La compagnie augmente son capital à 1'250.000 florins afin d'acquérir les navires prévus et émet en 1892  3'000.000 de florins d'obligations via un consortium bancaire.
Le contrat entre la compagnie et l'Etat hongrois est prolongé en 1901 pour 20 ans, avec des conditions essentiellement inchangées, avec 23 destinations à desservir. Le nombre de navires est augmenté à 35 à la fin de 1902, et 5 autres sont prévus après 1911. Les paquebots à acquérir doivent alors avoir une vitesse d'au moins 10 nœuds lors d'un voyage d'essai. En outre, les tarifs de transport de passagers doivent être approuvés par le ministère hongrois du Commerce et les tarifs de fret réglementés. Il devint aussi nécessaire de coordonner l'émission des billets de la compagnie avec ceux des chemins de fer hongrois.
L'entreprise est alors attachée aux intérêts patriotiques dans toutes ses politiques commerciales, notamment en donnant la préférence aux produits et services hongrois. La valeur des subventions gouvernementales reste par la suite inchangée, à hauteur de 1'140.000 couronnes, en mensualités de 95.000. Les critiques au sein de l'opposition parlementaire hongroise affluent devant l'absence des nouveaux navires pourtant prévus et par des itinéraires que partiellement desservies.
En 1898, les gouvernements autrichien et hongrois concluent un accord pour diviser les zones de trafic entre la "Lloyds" et l'"Adria": l'Orient pour la "Lloyds", avec l'Afrique de l'Est, l'Inde, la Chine et le Japon, et l'Occident pour l'"Adria", à savoir l'Italie, Malte, l'Espagne, la France, la Grande-Bretagne, l'Afrique du Nord et de l'Ouest (hors Égypte) et l'Amérique du Nord. La zone de la mer Noire est neutre.

## Galerie

### Les sièges

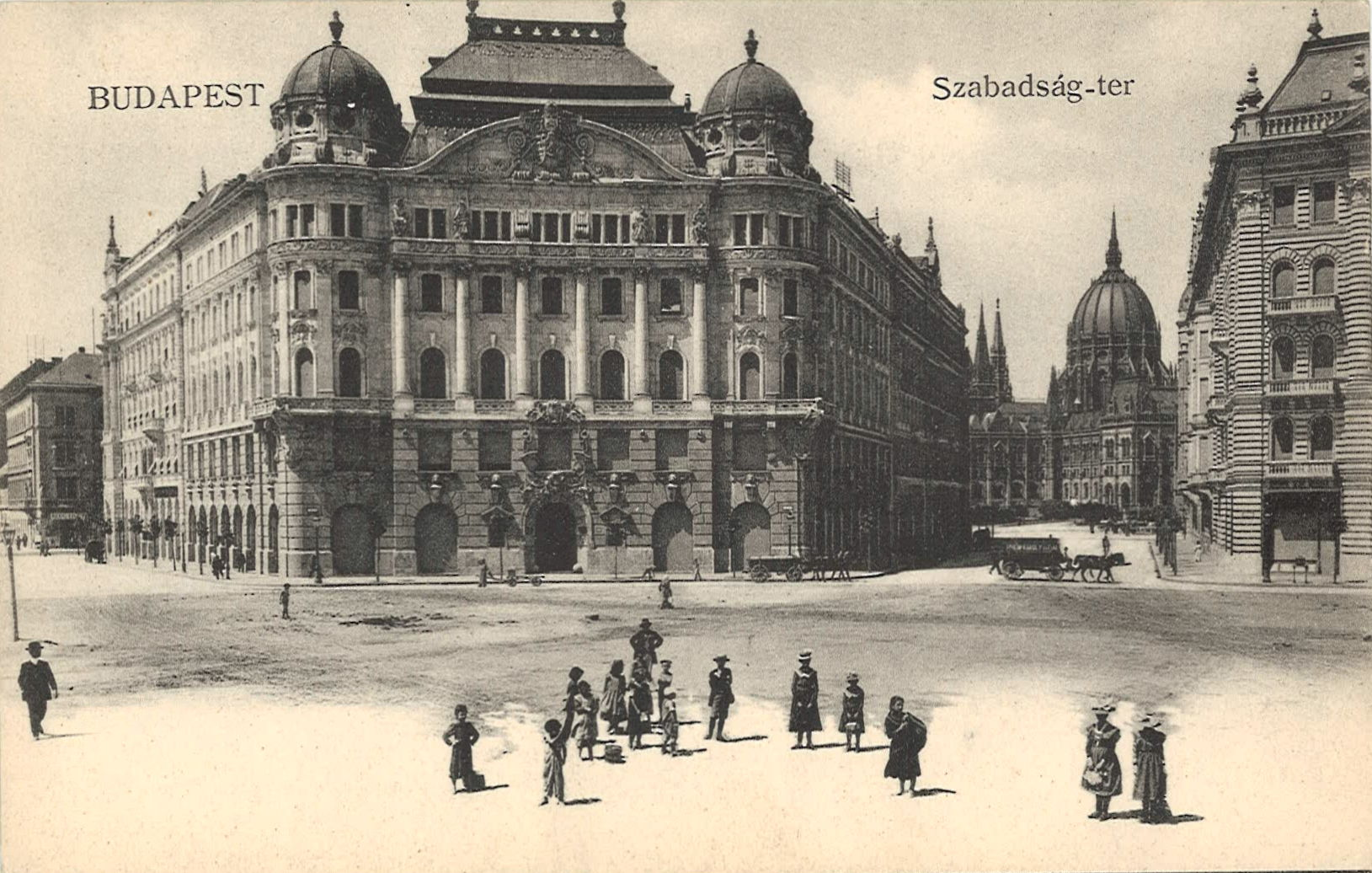
"Palais Adria" de Budapest, construit entre 1900 et 1902. Carte postale d'époque.
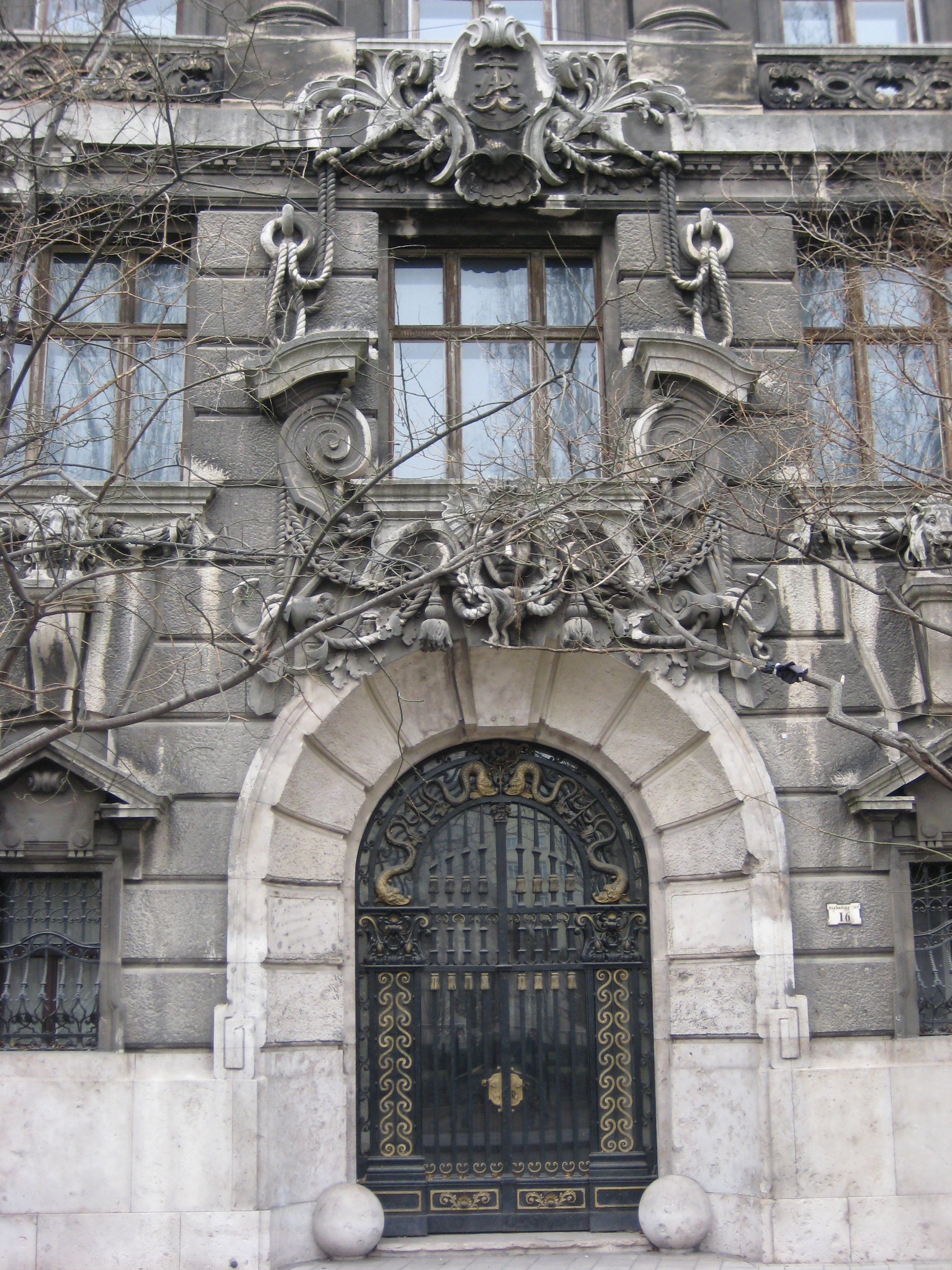
Détail de l'entrée principale de nos jours
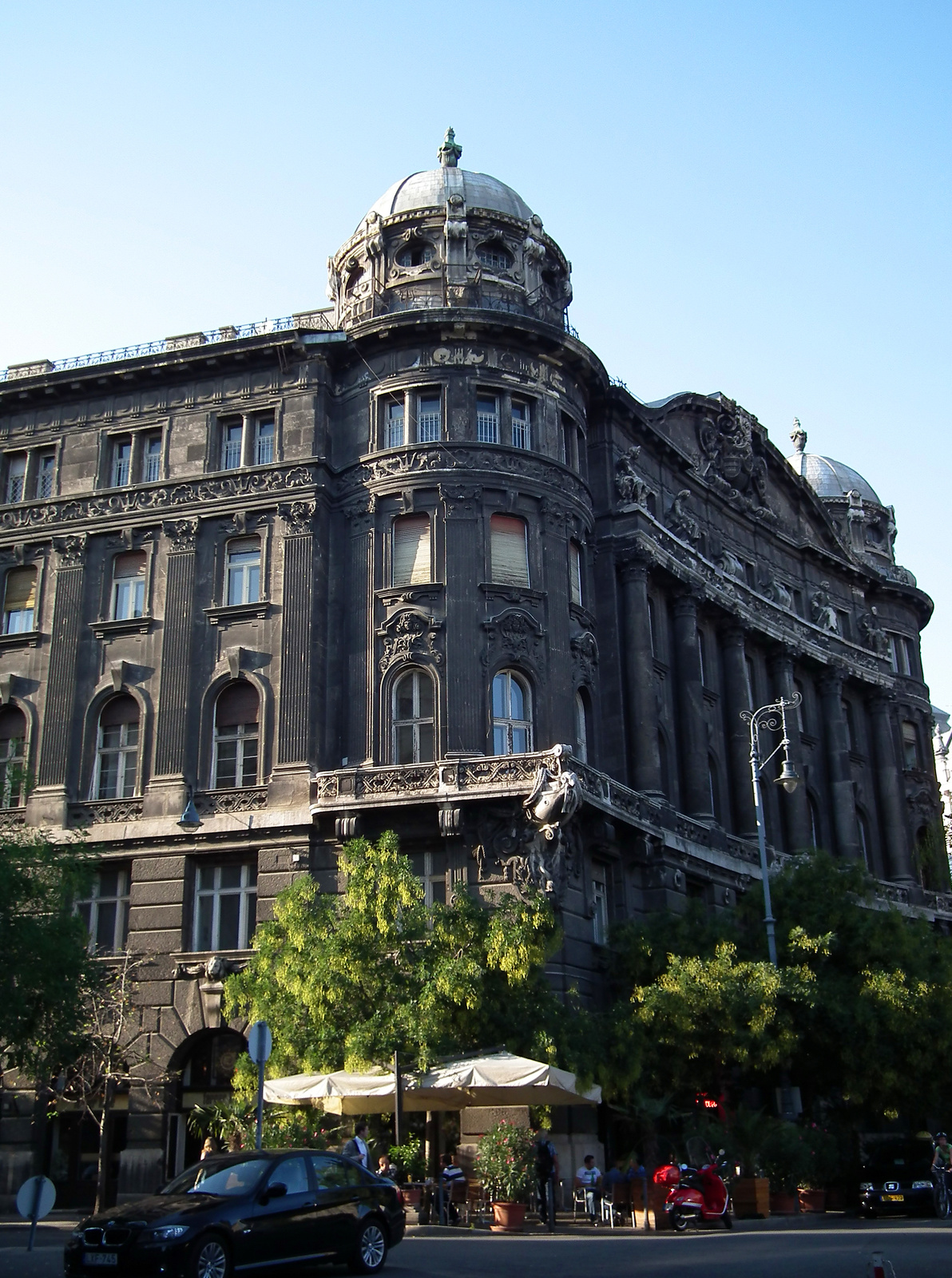
Ancien siège de Budapest
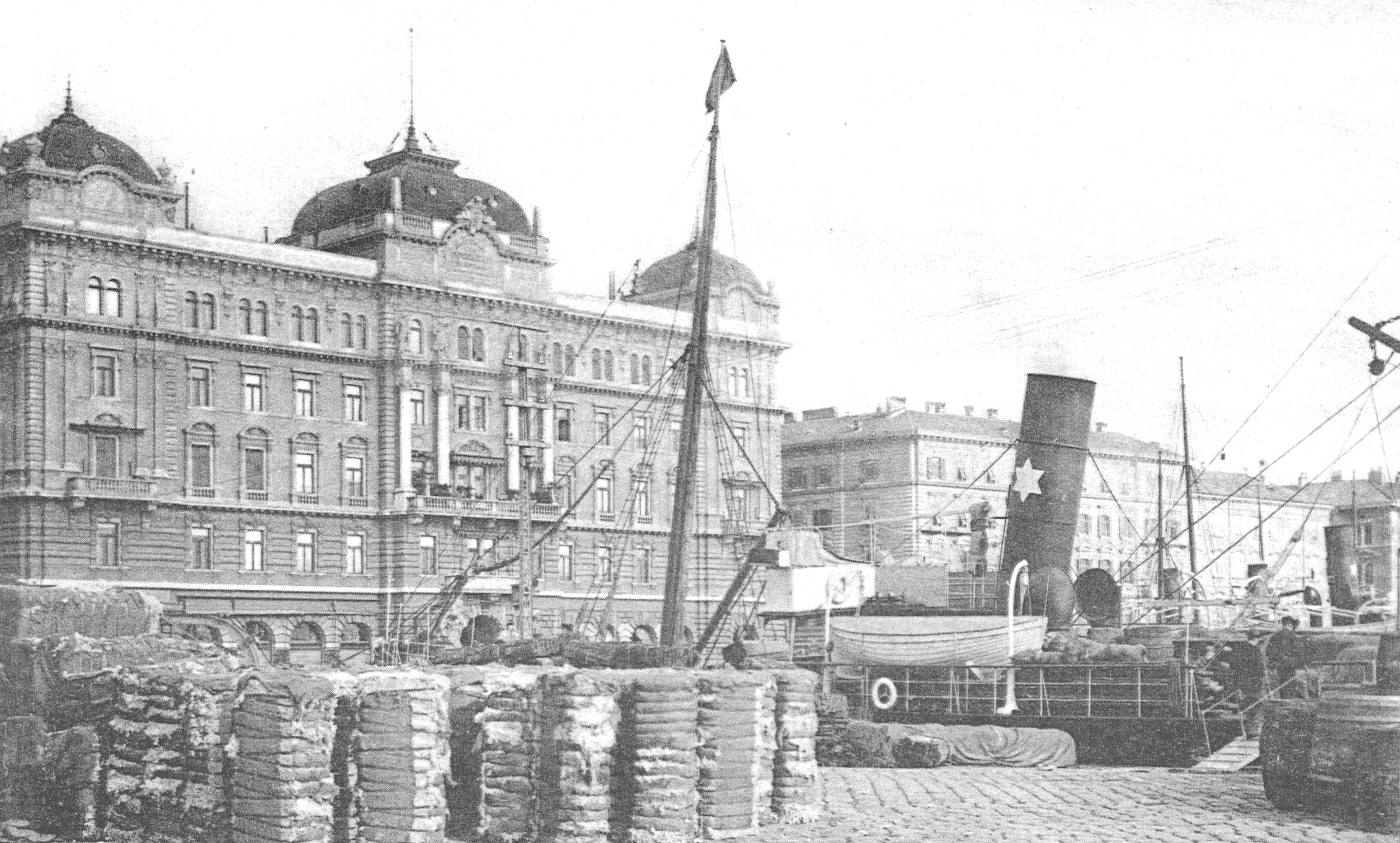
"Palais Adria" de Fiume (Rijeka) construit en 1897
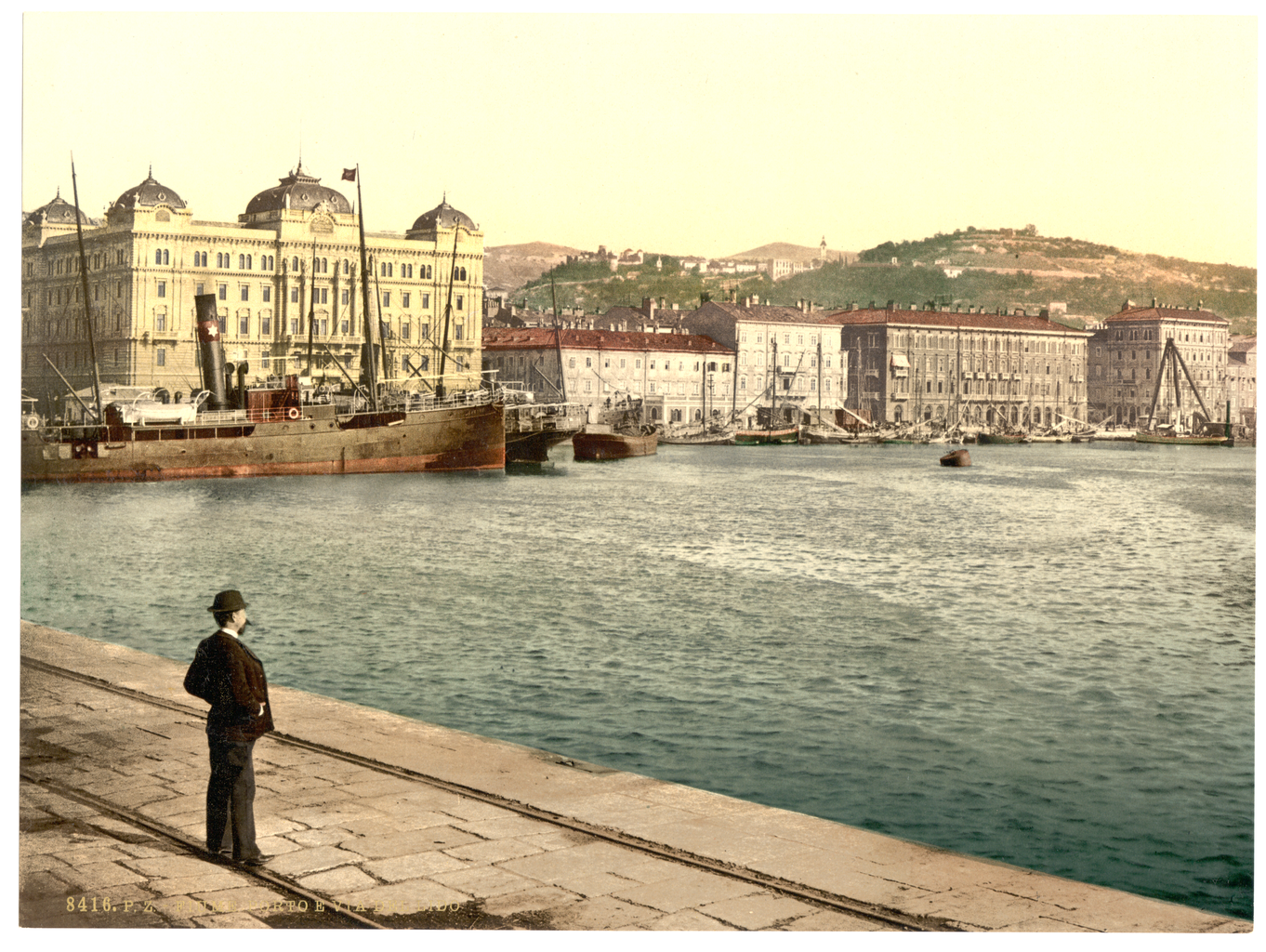
Vue de la rade de Fiume vers 1898
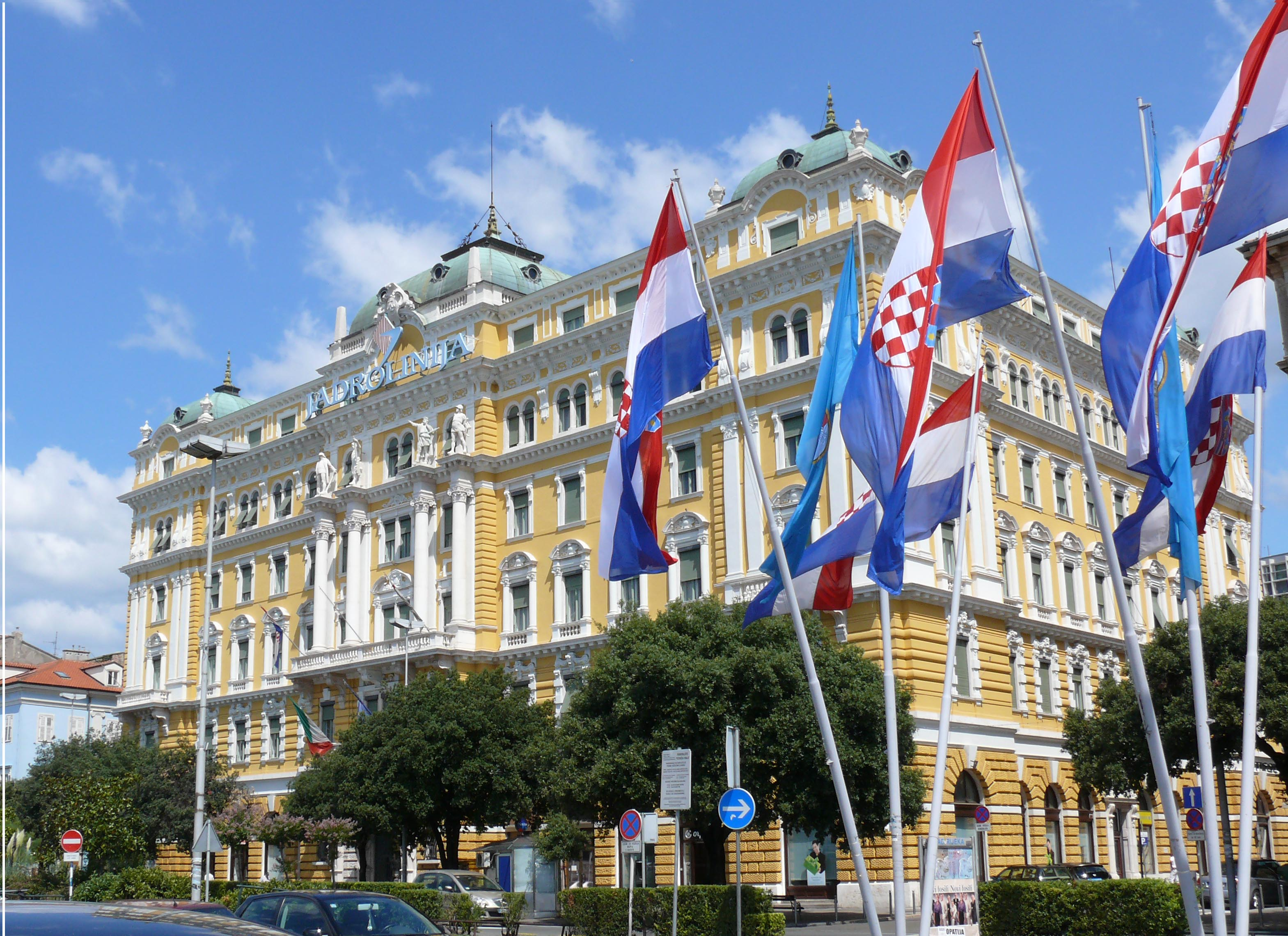
Le "Palais Adria" de Rijeka de nos jours, actuel siège de la compagnie maritime croate Jadrolinija

### Les navires

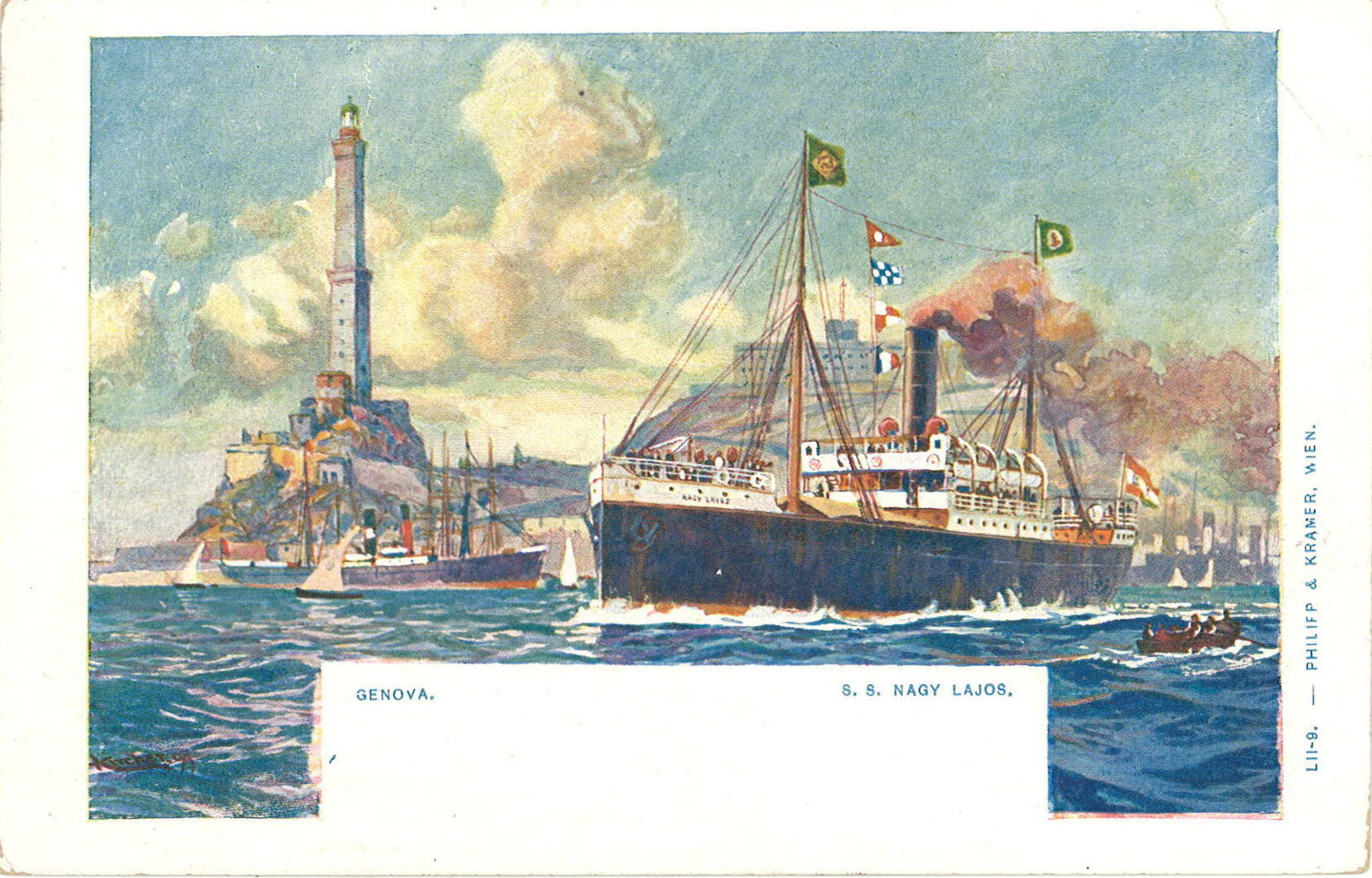
Le SS Nagy Lajos
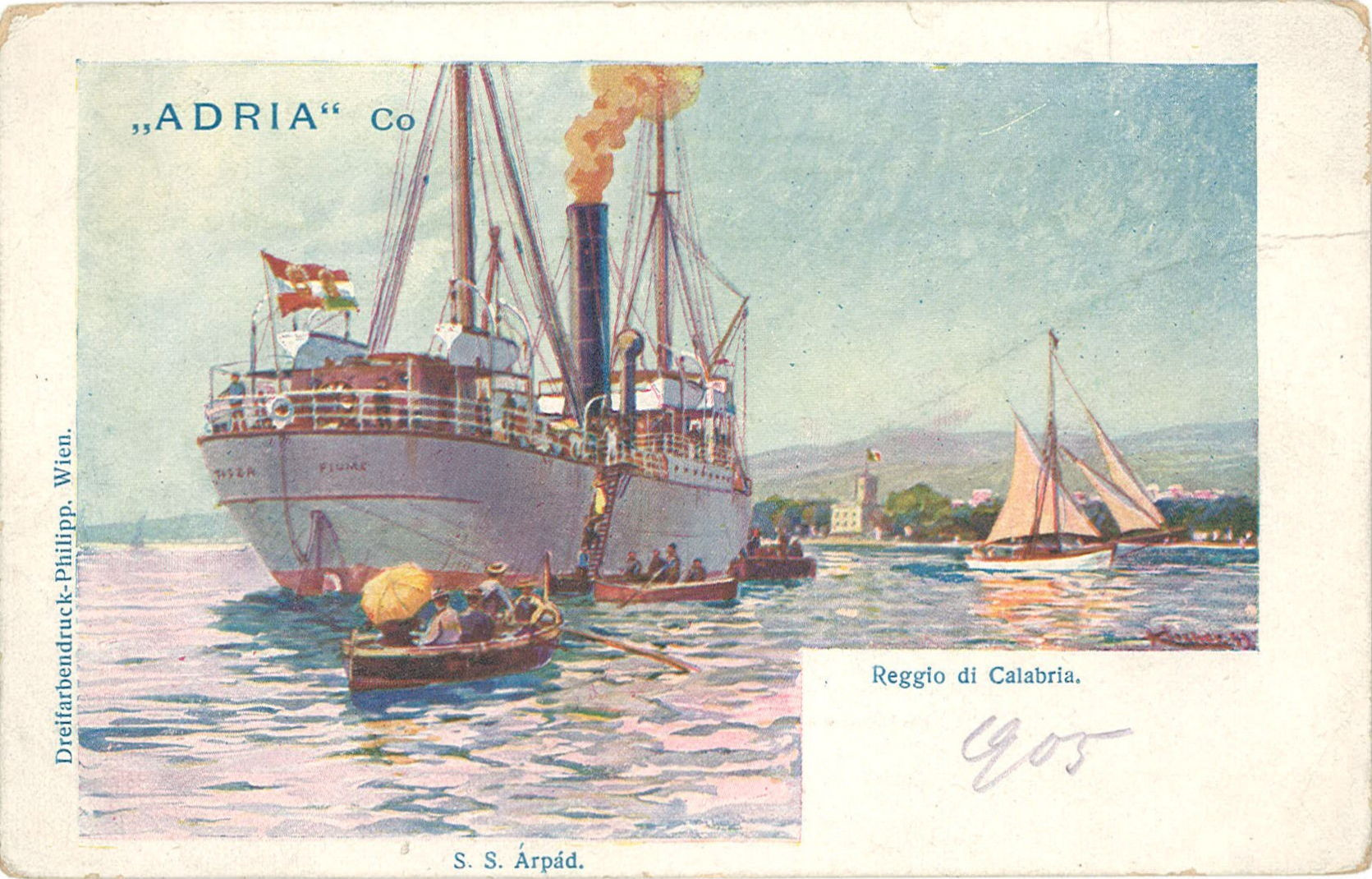
Le SS Árpád
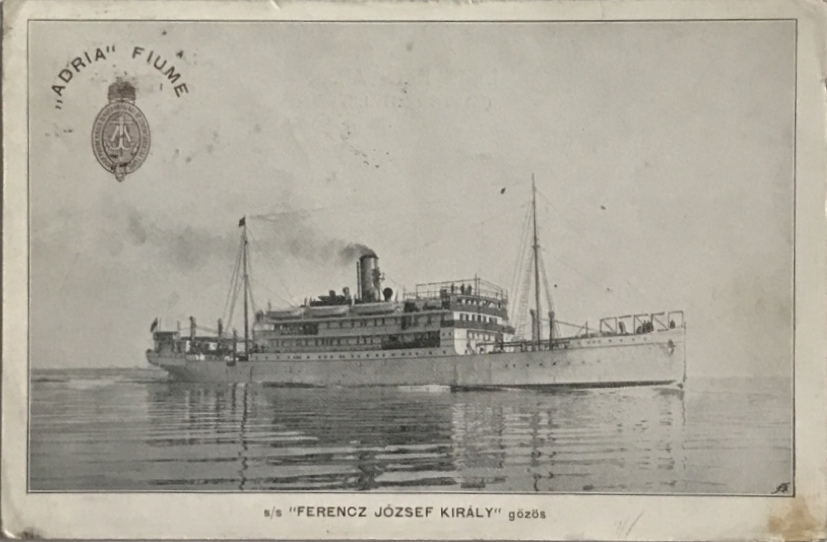
Le SS Ferencz József Király (1913)

### Autres

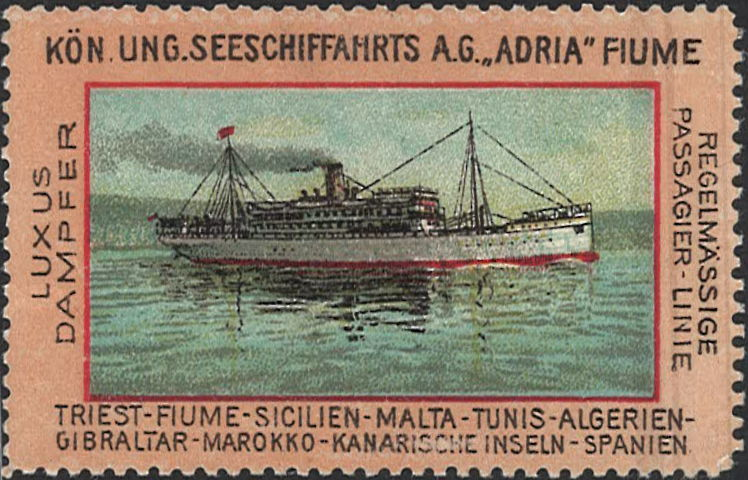
Timbre (vers 1914) à l'effigie de la compagnie
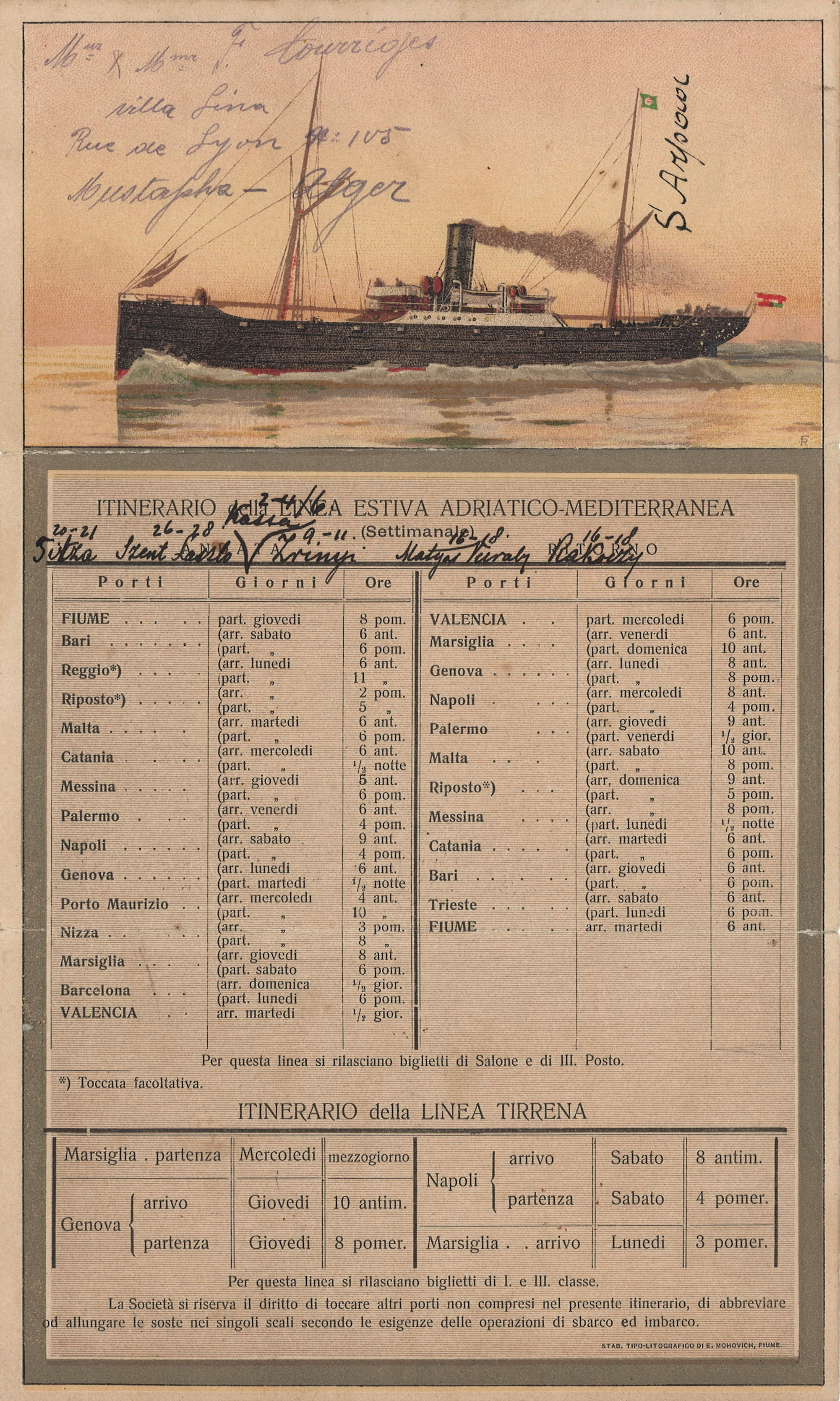
Prospectus illustré du SS Carola
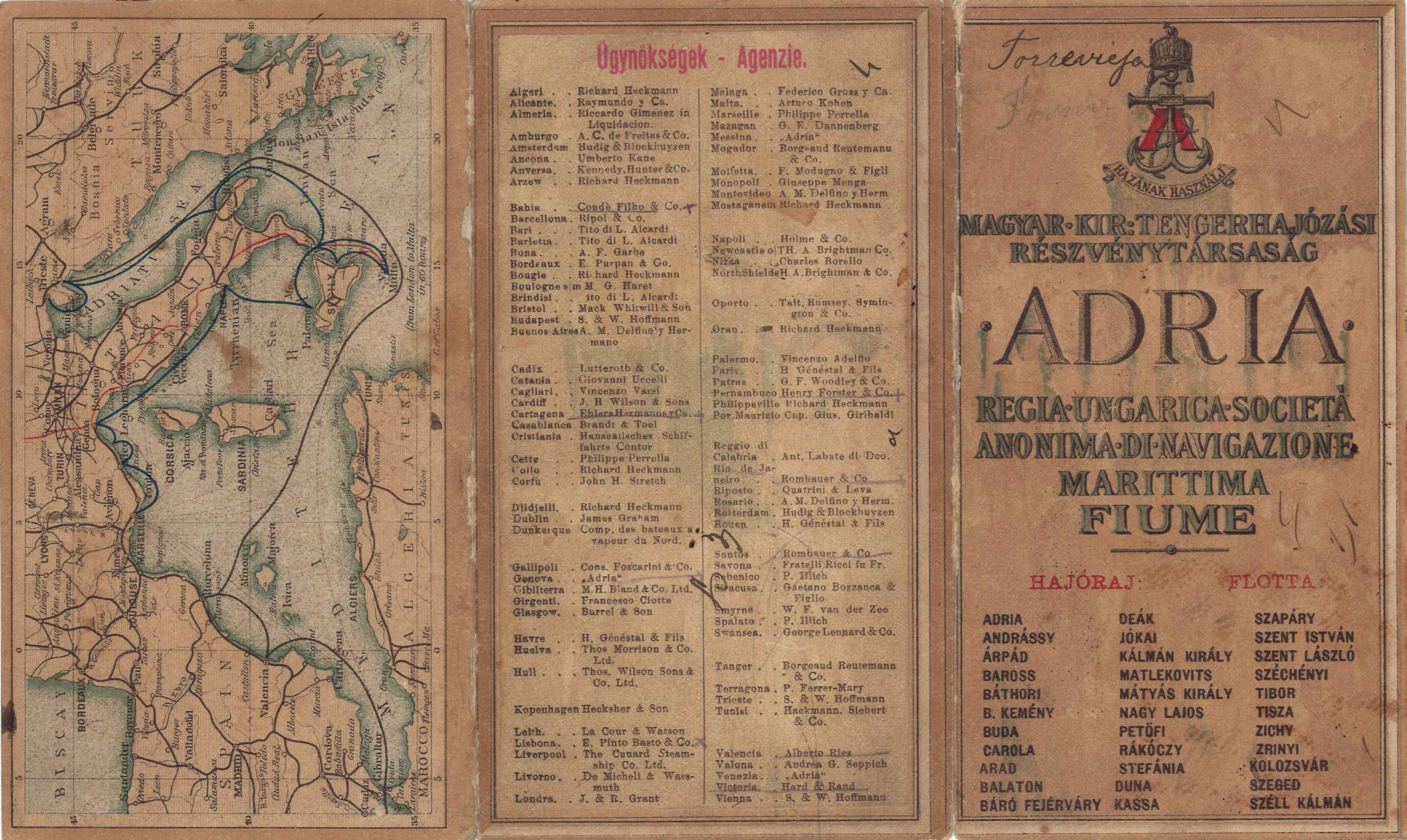
Prospectus avec les itinéraires maritimes
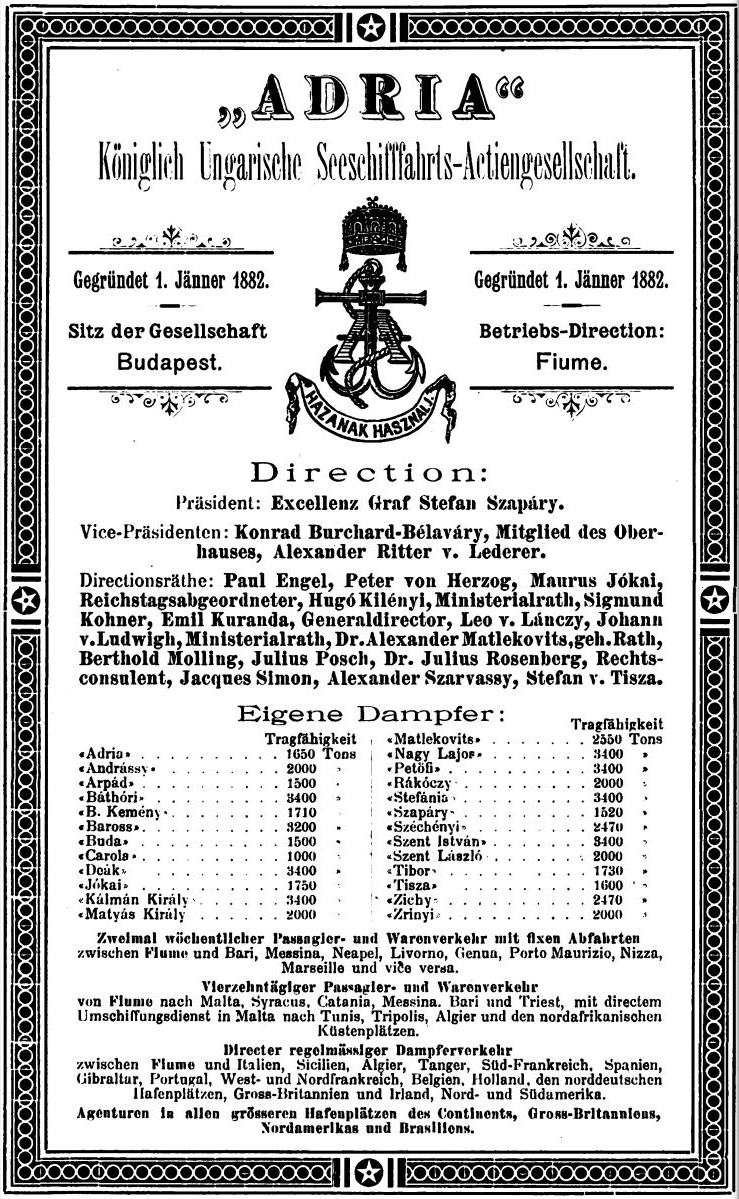
Publicité publiée en 1894 dans l'annuaire commercial "Export-Compass"